# Pistocythereis bradyi
Pistocythereis bradyi is een mosselkreeftjessoort uit de familie van de Trachyleberididae. De wetenschappelijke naam van de soort is voor het eerst geldig gepubliceerd in 1968 door Ishizaki.